# 綿襖甲

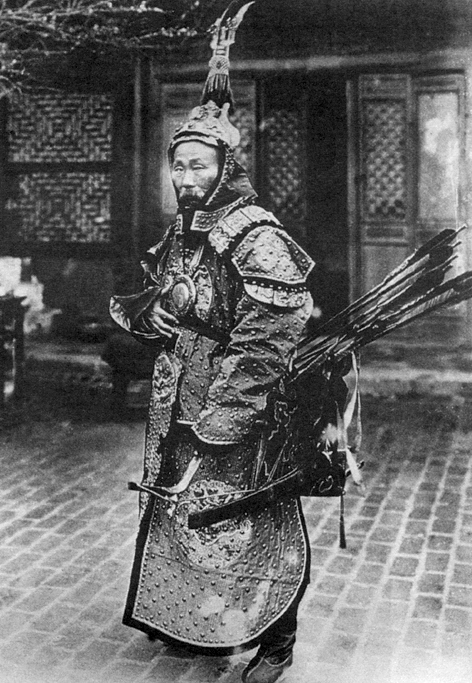
綿襖甲を着用した清末の軍官（広西提督 蘇元春）

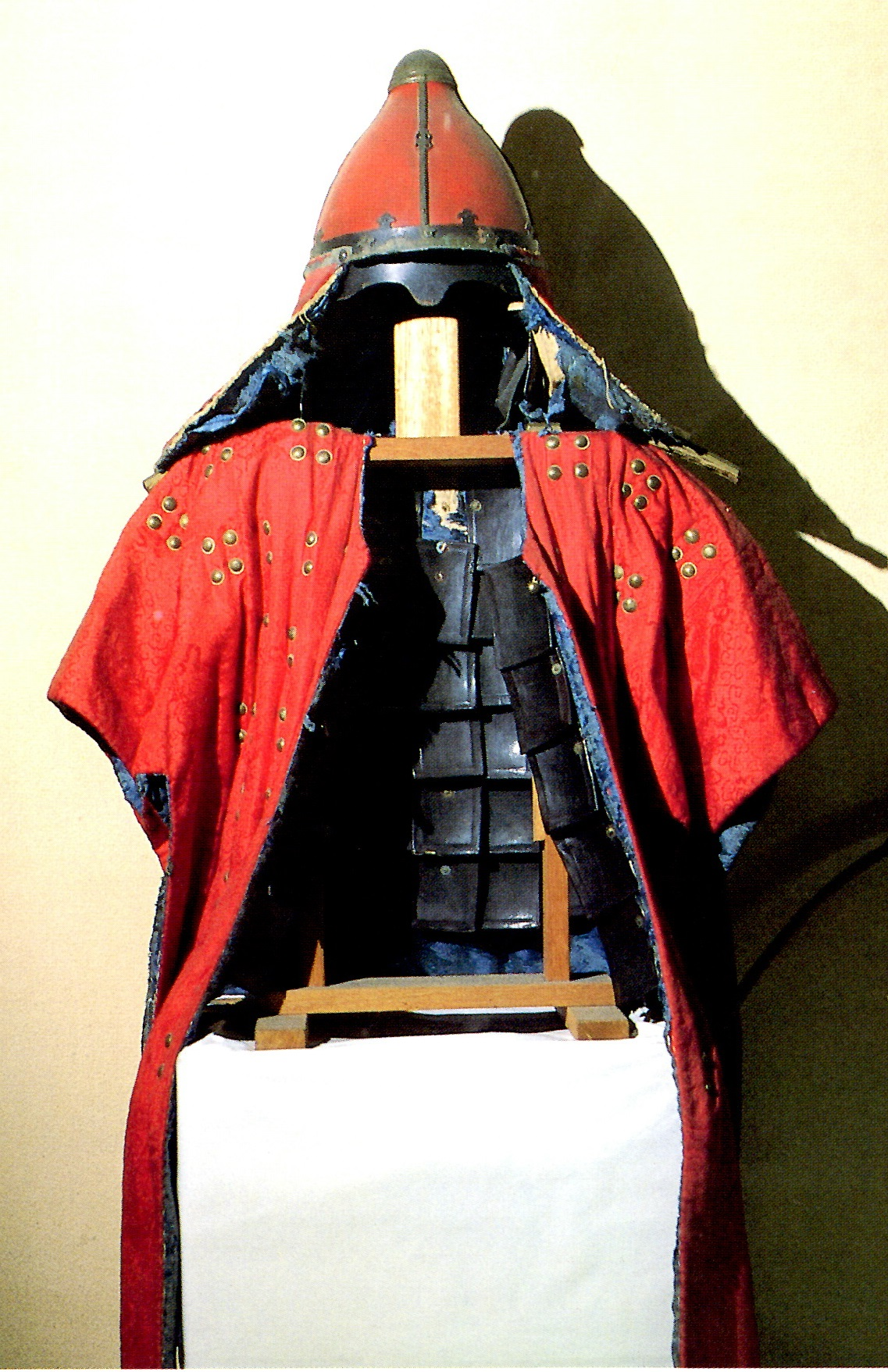
李氏朝鮮の綿襖甲とその内部構造。表から鋲留して裏側に小札（甲片）を止める。

綿襖甲（めんおうこう、満州語：yohan uksin）とは、中国を中心とする東アジアにおいて、最も広く使われた鎧の形式の一つ。綿襖冑、綿甲、綿甲冑、綿冑とも呼ばれる。日本では奈良時代の一時期に軍団の装備として導入された。

## 概要
2枚の布の間に綿などを挟み込んだ鎧で、世界中で使用されているキルティングアーマーの一種と言える。また、形状や役割が近いものとしては西洋で使用されたコート・オブ・プレートやブリガンダインなどがある。
特徴的なのは、形状を外套状にしている事と、外側から金属製の鋲を打って内側に鉄や革製の小札（こざね）を止めている事である。
単に鎧としてのみではなく防寒の機能もあるため、北東アジアの寒冷な地域では特に好まれた。
生産が比較的容易であるため主に下級兵士の鎧として使用されたが、モンゴル帝国の元から明代以降は上級者も含めて最も広く使用された。明に続く女真族の清でも同様である。朝鮮半島でも元の支配下にあった高麗後期から採用され、李氏朝鮮では全時代で上級者用として使用され続けた。
こうした後期の綿襖甲は、表側に甲がない事を生かして、美麗な刺繍などの装飾が施されているものが多い。

## 日本における綿襖甲
奈良時代の日本では、古墳時代後半に出現した、短冊形の小鉄板（小札）を連接した小札甲（短甲および挂甲）が生産されていたが、生産数は少なく諸国で年に各数領しか生産されていなかった。
天平宝字3年（759年）に第13次遣唐使が綿襖甲を持ち帰り、それを参考にして「唐国新様」として天平宝字6年（762年）正月に、東海道、西海道、南海道、各節度使の使料として各250領を生産する事を大宰府に命じた。更に同年2月には1000領を作って鎮国衛府に貯蔵する事を命じている。
また、宝亀11年3月（780年）に勃発した宝亀の乱の際には征東軍に対して、5月に甲600領が支給され、7月に要請に応じて甲1000領と襖4000領が支給された。
この場合の甲とは鉄製の小札甲（挂甲や短甲）を指し、襖は綿襖甲を指すと思われる。
その直後の8月には、「今後諸国で製造する甲冑は鉄ではなく革で作るように」という勅があり、この時点で綿襖甲の生産も停止された可能性があるが、延暦6年（787年）の記録に「蝦夷に横流しされた綿で敵が綿冑を作っている」という記述もあり、綿襖甲が日本で作られなくなった時期は判明していない。